# Trópico (telenovela)
Trópico es una telenovela producida y filmada en la República Dominicana por Venevisión International, Iguana Productions y Antena Latina. Es un remake de la telenovela peruana Escándalo, producida en 2007.
Protagonizada por Scarlet Ortiz y Víctor González, con José Luis Rodríguez "El Puma", las participaciones antagónicas de Ivonne Beras, Nuryn Sanlley, José Guillermo Cortines y Mía Taveras y las actuaciones estelares de Mildred Quiroz y Javier Delgiudice. Parte de la banda sonora fue compuesta por la agrupación peruana Hoja de Parra.

## Elenco
- Scarlet Ortiz como Angélica Santos.
- Víctor González como Antonio Guzmán.
- José Luis Rodríguez "El Puma" como Guillermo Guzmán.
- Mildred Quiroz como Raquel Sánchez.
- Javier Delgiudice como Ramiro Mendoza.
- José Guillermo Cortines como Juan Pablo Guzmán.
- José Manuel Rodríguez como Mario Montalvo.
- Nuryn Sanlley como Roberta Santos.
- William Bell Taylor como Eduardo Lucar.
- Giovanna Valcárcel como Maxi Méndez.
- César Olmos como Canales Díaz.
- Sergio Carlo como Eddy Jiménez.
- Zeny Leyva como Jéssica Krebbs.
- Ivonne Beras como Victoria Guzmán.
- Mía Taveras como Patricia Echeverría.
- Laura García Godoy como Mirna Zuyon.
- Dominic Benelli como Diana Masias.
- Fausto Rojas como Poichon Gamarra.
- Mabel Martínez como Anita Suárez.
- Georgina Duluc como Elian Valenzuela.
- Sonia Alfonso como Elsa.
- Mariela González como Pepi Echeverría.
- Ramia Estévez como Magaly.
- Edgar Hernández como Ricardo Masias.
- Iván García como Héctor Masias.
- Fifi Almonte como Laura Cabrera.
- Vanessa Jerí como Lolita Montalvo.
- Amparo Brambilla como Ramona.
- Juan María Almonte como Mufareche Montes de Oca.
- Estela Chávez como Marina.
- Gloria Hernández como Noni.
- Elisa Abreu como Rebeca.
- Juan Carlos González como Sebastián Patson.
- Hensey Pichardo como Raúl Romero.
- Juan Carlos Salazar como Armando.
- Agustín Benítez como Rafael Rodríguez.
- Alfonso Rodríguez como Michael Alcántara.
- Yorgilla Lina Castillo como Eliam.
- José Rodríguez como El Doctor.

## Locaciones
- San José de las Matas
- Santo Domingo
- Cabarete
- Samaná
- Juan Dolio
- Malecón Center
- Lima (Perú)